# Черноголовый монарх
Черноголовый монарх (лат. Hypothymis azurea) — вид птиц семейства монарховых (Monarchidae). Выделяют 23 подвида. Распространены в Южной и Юго-Восточной Азии.

## Описание

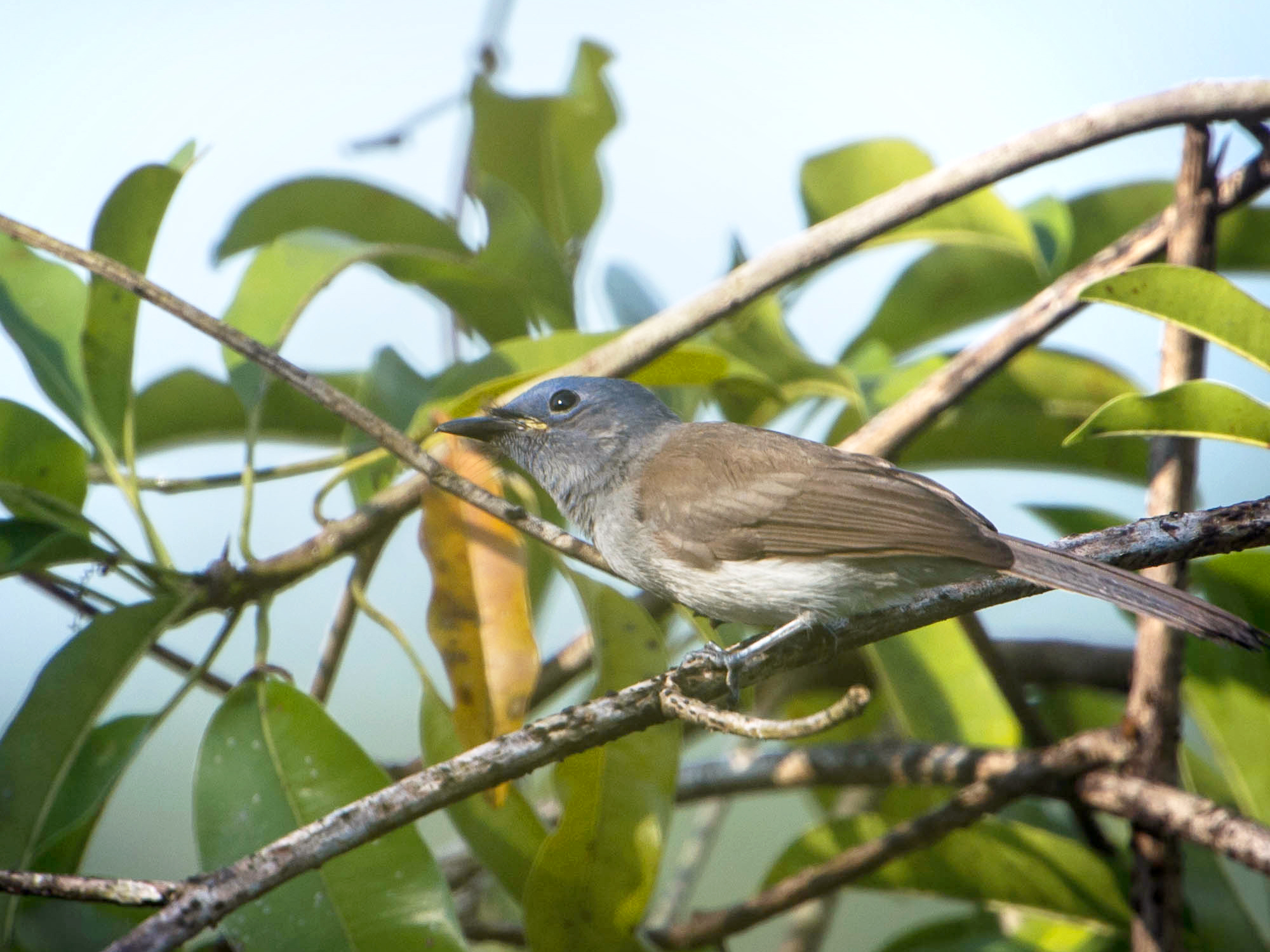
Самка H. a. montana

Черноголовый монарх — небольшая птица длиной до 16 см. Выражен половой диморфизм. Самцы в основном лазурно-голубого цвета за исключением беловатой нижней части брюха. У них чётко выделяются затылок и узкий «воротник» чёрного цвета. Ротовая полость от желтоватого до зелёного цвета. Самки более тусклые и у них отсутствуют чёрные участки оперения. Спина и крылья серовато-коричневые. Однако, географически разделённые подвиды различаются по степени выраженности и оттенку отметок на оперении. Самцы подвида H. a. styani имеют очень отчетливые чёрные отметины и беловатое брюхо. У самцов H. a. ceylonensis отсутствует чёрный цвет на затылке и воротнике; у H. a. tyler нижняя часть тела сине-серого цвета; у H. a. idiochroa серовато-белое брюшко; у H. a. nicobarica самый маленький и тонкий клюв. 

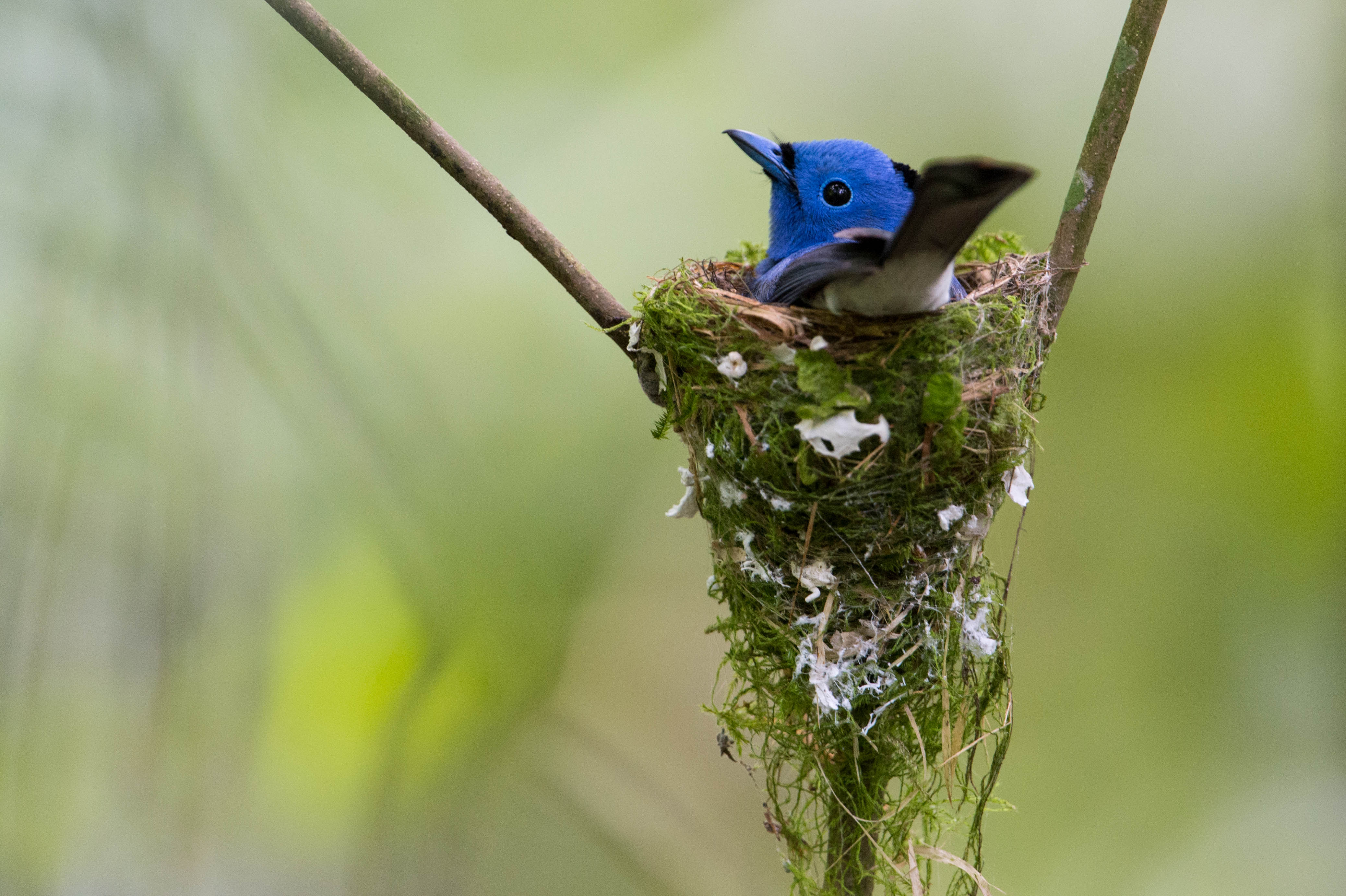
Самец черноголового монарха в гнезде; провинция Пхетбури, Таиланд

## Биология
Черноголовый монарх питается насекомыми, часто охотится в полёте. Часто присоединяется к смешанным группам птиц.
Сезон размножения в Индии длится с марта по август. Гнездо представляет собой аккуратную чашечку, размещённую в развилке ветвей. Гнездо выстилается паутиной и волокнами грибов, в том числе из рода Marasmius, которые обладают антибиотическими и противораковыми свойствами. Гнездо строит самка, в то время как самец охраняет его. В кладке три яйца. Инкубация продолжается примерно 12 дней. В насиживании яиц и выкармливании птенцов участвуют оба родителя.

## Подвиды и распространение
Выделяют 23 подвида:
- H. a. styani (Hartlaub, 1899) — от Индии и Непала до юго-востока Китая и Вьетнама
- H. a. oberholseri Stresemann, 1913 — Тайвань
- H. a. ceylonensis Sharpe, 1879 — Шри-Ланка
- H. a. tytleri  (Beavan, 1867) — Андаманские острова
- H. a. idiochroa Oberholser, 1911 — остров Кар-Никобар (северные Никобарские острова)
- H. a. nicobarica Bianchi, 1907 — южные Никобарские острова
- H. a. montana Riley, 1929 — север и центр Таиланда
- H. a. galerita (Deignan, 1956) — юго-запад и запад Таиланда
- H. a. forrestia Oberholser, 1911 — острова Мьей
- H. a. prophata Oberholser, 1911 — Малакка (полуостров), Суматра и Калимантан
- H. a. javana  Chasen & Kloss, 1929 — Ява и Бали
- H. a. penidae Meise, 1942 — Нуса-Пенида
- H. a. karimatensis Chasen & Kloss, 1932 — острова Каримата
- H. a. opisthocyanea Oberholser, 1911 — острова Анамбас
- H. a. gigantoptera Oberholser, 1911 — острова Бунгуран
- H. a. consobrina Richmond, 1902 — остров Симёлуэ
- H. a. leucophila Oberholser, 1911 — остров Сиберут
- H. a. richmondi Oberholser, 1911 — остров Энгано
- H. a. abbotti Richmond, 1902 — острова Реусам и Бейби
- H. a. symmixta Stresemann, 1913 — запад и центр Малых Зондских островов
- H. a. azurea  (Boddaert, 1783) — Филиппины (за исключением Камигин)
- H. a. aeria Bangs & Peters, 1927 — остров Маратуа
- H. a. catarmanensis Rand & Rabor, 1969 — провинция Камигин